# Bromelaína del tallo
La enzima bromelaína del tallo (EC 3.4.22.32) cataliza la reacción de hidrólisis de enlaces peptídicos. Esta enzima tiene un amplio espectro para la ruptura de proteínas pero tiene una fuerte preferencia por las cadenas Z-Arg-Arg-|-NHMec.
Esta enzima es la más abundante de las cisteína endopeptidasas del tallo de las Ananas comosus (piña) y es distinta de la bromelaína encontrada en la fruta de la piña. Es escasamente inhibida por la cistatina del pollo y muy lentamente inactivada por el E-64 (inhibidor epoxy succínico).
Pertenece al clan CA y a la familia C1 de las peptidasas. Los residuos catalíticos de la familia C1 han sido identificados como la cisteína y la histidina, formando una diada catalítica. Se han encontrado otros dos residuos en el sitio activo, un residuo de glicina precediendo al Cys catalítico y un residuo de asparagina siguiendo al His catalítico. Se cree que la Gln ayuda en la formación del agujero de oxianión y la Asn a orientar el anillo imidazol de la His catalítica.